# Taylor Knibb
Taylor Knibb (14 febbraio 1998) è una triatleta e ciclista su strada statunitense.

## Carriera
Rappresenta gli Stati Uniti ai Giochi olimpici estivi di Tokyo 2020, vincendo la medaglia d'argento nella gara a squadre in quartetto con Katie Zaferes, Morgan Pearson e Kevin McDowell. Nella prova individuale si classifica sedicesima. Tre anni dopo ai Giochi di Parigi 2024 vince nuovamente la medaglia d'argento nella gara a squadre in quartetto con Seth Rider, Taylor Spivey e Morgan Pearson; è invece diciannovesima nella prova individuale.
Nel 2023 è attiva anche come ciclista professionista su strada con il team statunitense Lidl-Trek. Nel 2024 diventa campionessa nazionale Elite a cronometro; partecipa anche ai Giochi olimpici di Parigi piazzandosi diciannovesima nella cronometro su strada.

## Palmarès

### Triathlon
- Giochi olimpici

Tokyo 2020: argento nella gara a squadre
Parigi 2024: argento nella gara a squadre
- Mondiali

Edmonton 2021: argento nell'individuale

### Ironman 70.3
- Mondiali

St. George 2021: bronzo nell'individuale

### Ciclismo
- 2024 (una vittoria)

Campionati statunitensi, Prova a cronometro

## Piazzamenti

### Competizioni mondiali
- Giochi olimpici

Tokyo 2020 - gara femminile Triathlon: 16ª
Tokyo 2020 - gara a squadre Triathlon: 2ª
Parigi 2024 - Cronometro su strada: 19ª
Parigi 2024 - gara a squadre Triathlon: 2ª
Parigi 2024 - gara femminile Triathlon: 19ª